# Битва при Канштадте
Битва при Канштадте, или Бои при Канштадте и Эсслингене — боевые действия,  проходившие 21 июля 1796 года между французской Рейнско-Мозельской армией генерала Жана Моро и австрийской Верхне-Рейнской армией эрцгерцога Карла в окрестностях города Штутгарта в кампанию 1796 года во время войны Первой коалиции. Битва при Канштадте была небольшой французской победой, которая вынудила эрцгерцога Карла оставить свои позиции на Неккаре и продолжить отступление к Дунаю.

## Перед сражением
В конце июня французская армия под командованием генерала Моро переправилась через Рейн в Страсбурге и одержала ряд побед над австрийской Верхне-Рейнской армией, сначала под фельдмаршалом Латуром, а затем в Эттлингене, 9 июля 1796 года, над эрцгерцогом Карлом.
После поражения при Эттлингене эрцгерцог Карл решил с боем отступить к Дунаю, где он хотел присоединиться к отступившей с севера армии Вартенслебена, а затем повернуть на ту из двух французских армий, которая окажется наиболее уязвимой.
18 июля эрцгерцог достиг Неккара в Людвигсбурге, в восьми милях к северу от Штутгарта. Затем он переправился через реку и занял прочную оборонительную позицию на восточном берегу. Между Оттмарсхаймом и Мюндельхаймом стал «летающий» корпус из 1 батальона и 7 эскадронов. Большая часть армии и саксонских войск (вместе 26 батальонов и 45 эскадронов) расположилась лагерем на правом берегу Неккара за Канштадтом, в двух милях к северо-востоку от Штутгарта. Правый фланг был на высотах у Ремсеке-на-Неккаре, а левый протянулся вдоль реки до Эсслингена. Другой «летающий» корпус из 3 батальонов и 12 эскадронов прикрыл левое крыло, расположившись в Плохингене. Австрийский авангард из 12 батальонов и 36 эскадронов был размещен на западном берегу реки.
Только 15 июля после Эттлингена французы начали преследовать австрийцев в направлении Лангенштейнбаха силами корпуса Дезе. На правом фланге французской армии корпус Ферино 17 июля на Эльце оттеснил корпус Конде и австрийцев Фрёлиха. 18 июля генерал Сен-Сир с дивизией Тапонье (12 батальонов и 8 эскадронов) занял Штутгарт, а дивизия Дюэма (6 батальона и 9 эскадронов) стала впереди Хорба. Попытка овладеть переправой при Канштадте окончилась неудачей. 19 июля две дивизии левого крыла французской Рейнско-Мозельской армии под командованием генерала Дезе и резервный корпус (всего 27 батальонов и 47 эскадронов) прибыли в Файхинген.
Положение австрийцев при Канштадте и Эсслингене было слишком опасным для Моро, ибо он не мог продолжить свои операции, не оттеснив их от Неккара. Моро решил атаковать австрийскую позицию, но он понимал, что лобовая атака будет слишком дорогостоящей, и поэтому решил попытаться обойти австрийский левый фланг. Он приказал генералу Сен-Сиру атаковать австрийскую линию от Канштадта до Эсслингена.
Эрцгерцог разгадал план своего противника и вечером 20 июля стал перебрасывать войска (11 батальонов и 20 эскадронов) на угрожаемые участки. Эти подкрепления прибыли в свои районы вовремя, как раз тогда, когда до рассвета дивизия Тапонье двинулась против Канштадта, а дивизия генерала Лароша — против Эсслингена.

## Ход сражения
Тапонье атаковал деревню Берг и авангард, расположенный перед Канштадтом. Австрийцы были отброшены назад и за реку, и были захвачены пригороды Канштадта. Правда, сломать мост через Неккар австрийцам не удалось, но поскольку они контролировали город и правый берег, то это обстоятельство не могло быть использовано французами. В конце концов, бой на этом участке, который не прекращался до ночи, ограничился довольно сильной перестрелкой с одного берега реки против другого.
В это же время Ларош атаковал отряд фельдмаршал-лейтенанта Готце близ Эсслингена. Наступая колонной по дороге, ведущей из Дегерлоха в Неллинген через Руит в направлении Эсслингена и Вейлерхофа, он отбросил австрийских гвардейцев в сады Эсслингена и на высоту перед таможней. Готце контратаковал с двумя батальонами и тремя егерскими ротами, выгнал французов из соседнего леса, который они уже заняли, и за Вейлерхоф. Французы получили подкрепления и повторили атаку, которая, однако, была отбита, как и третья. Когда наступила ночь, австрийцы остались владеть Вейлерхофом и холмами за пределами Эсслингена. Французы, со своей стороны, заняли свои позиции у Руита и выставили пикеты на опушке леса впереди.

## Результаты
На этих позициях обе стороны оставались весь день 22 июля. Эрцгерцог ждал повторения атак своего противника, но она не последовала, поэтому вечером он отдал приказ начать отступление. Швабский и саксонский корпуса покинули своего союзника и ушли, одни — в Гамердинген, другие — в сторону Нюрнберга. 23 июля части Сен-Сира переправились через Неккар и заняли Эсслинген и Канштадт. 